# L1 A1
Das L1 A1 (auch als L1 A1 SLR und SLR bezeichnet) ist ein seit 1954 von der britischen Royal Small Arms Factory in Enfield gebautes Selbstladegewehr und ein Lizenzbau des von der belgischen Firma Fabrique National (FN) entwickelten Sturmgewehrs FN FAL. Die Waffe wurde an verschiedene Länder, darunter Australien, Barbados, Gambia, Guyana, Kanada, Malaysia, Neuseeland, Oman und Singapur verkauft. Zum Teil wurden auch Waffen in Australien und Kanada gefertigt.
Wichtigster Unterschied des Lizenzprodukts ist, dass es zwar als Selbstlader funktioniert, aber im Gegensatz zum FN FAL keine Dauerfeuereinrichtung besitzt. Die praktische Feuergeschwindigkeit liegt dennoch bei bis zu 40 Schuss/min.
Wie das Original ist das L1 A1 ein Gasdrucklader mit feststehendem Lauf, zweiteiligem Kippblockverschluss und starrer Verriegelung. Der Gasregler ist ebenfalls verstellbar.
Im Aussehen gleichen sich die belgischen und britischen Waffen nahezu. Lediglich die Anzahl der Kühlöffnungen am Handschutz des Laufes wurde von drei auf zwei verringert. Als Material für Handschutz, Kolben und Pistolengriff wurde glasfaserverstärkter Kunststoff verwendet. Daneben gibt es einen Unterschied bei der Visiereinrichtung. Die L1 A1 verfügen über verschiedene Arten von Nachtvisieren.
Während es sich bei dem L1 A1 um eine präzise Waffe handelt, ergeben sich durch die Größe jedoch auch taktische Nachteile, beispielsweise beim Schießen aus Fahrzeugen.
Auch aus dem Hause RSAF stammt ein ebenfalls als L1 A1 bezeichnetes 66-mm-Granatgerät.